# Bethel Manor (Virginia)
Bethel Manor es un lugar designado por el censo situado en el condado de York, Virginia  (Estados Unidos). Según el censo de 2010 tenía una población de 3.792 habitantes.

## Demografía
Según el censo de 2010, Bethel Manor tenía una población en la que el 65,7% eran blancos; el 19,1% afroamericanos; el 0,8% eran indios americanos y nativos de Alaska; el 2,2% eran asiáticos; el 0,4% hawaianos y otros isleños del Pacífico; el 3,8% de otra raza, y el 7,9% a partir de dos o más razas. El 11,4% del total de la población eran hispanos o latinos de cualquier raza.